# CoreExpress
CoreExpress-Module sind vollständige Computer-on-Module. Dies sind hochintegrierte, kleine und kompakte PCs, die in einem Embedded-Computer-Board-Design genutzt werden können, ähnlich wie eine integrierte Schaltung. CoMs integrieren Prozessor, Speicher, Grafik und BIOS sowie allgemeine I/O-Schnittstellen. Diese Schnittstellen sind legacy-frei und verwenden nur digitale Busse, wie PCI Express, Serial ATA, Ethernet, USB und HD Audio. Alle Signale sind auf einem high-speed, 220-Pin-Steckverbinder verfügbar. Dieser Typ wird auch bei COM Express eingesetzt, ist jedoch zu CoreExpress elektrisch nicht kompatibel. Obwohl derzeit verfügbare Implementierungen Intel-Prozessoren verwenden, ist die Spezifikation auch offen für andere CPU-COM-Lösungen.
CoreExpress Module werden auf einem Trägerboard (Carrier) montiert, das die für die jeweilige Anwendung erforderlichen Peripherie enthält. Auf diese Weise können kleine, hochspezialisierte Embedded-Computer-Systeme aufgebaut werden.
Der CoreExpress-Formfaktor wurde ursprünglich von LiPPERT Embedded Computers entwickelt, und 2010 durch die Small Form Factors Special Interest Group (SFF-SIG) standardisiert.

## Spezifikation

CoreExpress-Abmessungen

Die CoreExpress-Spezifikation wird von der SFF-SIG betreut und kann von deren Website heruntergeladen werden.
Die aktuelle Version 2.1 stammt vom 23. Februar 2010.
Die Spezifikation definiert die Modulgröße mit 58 mm × 65 mm.

## Weiterführende Information
- Eingebettetes System